# Charles de Melun

Wappen von Charles de Melun

Charles de Melun († 22. August 1468 in Le Petit-Andely), genannt Charles I., war Seigneur von Normanville und Lumigny, Baron von Les Landes sowie Berater und Kammerherr des französischen Königs. Von 1465 bis 1468 bekleidete er das Amt des Großmeisters von Frankreich.

## Familie
Die Familie Melun war eine sehr alte französische Adelsfamilie. Das erste durch Urkunden aus dem Jahr 991 bezeugte Mitglied des Hauses war der Vicomte Salon de Melun.
Charles de Melun war der erstgeborene Sohn von Philippe de Melun († 1471) und dessen Frau Jeanne de Nantouillet. Er hatte einen Bruder, Louis de Melun, der Bischof von Meaux war, und zwei Halbbrüder, Jean de Melun, Seigneur von Lezay und Antoine de Melun, Seigneur von La Motte-Saint-Florentin.
Charles war zweimal verheiratet. Seine erste Frau war Anne-Philippe de la Rochefoucauld († um 1465), die er am 21. Januar 1453 heiratete. Die Ehe mit seiner zweiten Frau Philippe de Montmorency († 20. November 1516, siehe Stammliste der Montmorency) ging er am 23. März 1465 ein.
Der ersten Ehe entsprangen sechs Kinder: ein Sohn namens Louis sowie seine fünf Töchter Arethuse, Prégente, Ambroise, Marie und Louise.

## Leben

### Aufstieg
Antoine de Chabannes fiel 1463 bei Ludwig XI. in Ungnade, weil er an der Aufdeckung der Praguerie beteiligt gewesen war. Er wurde angeklagt und Melun wurde schon während des Prozesses zum Kurator über Chabannes’ Güter ernannt. Chabannes wurde verurteilt und die meisten seiner Ländereien an Melun vergeben.
Außerdem wurde Melun 1463 Lieutenant-général in Paris und der Île-de-France und 1465 Großmeister von Frankreich. Ihm unterstand die Bastille. Er hatte eine Zeitlang den Befehl über die ganze französische Armee und führte den Titel Connétable von Frankreich.
Charles de Melun und Jean de La Balue kannten sich seit 1462. Sie waren bis kurz nach der Schlacht bei Montlhéry am 16. Juli 1465 gute Freunde. Melun gab in den Unterlagen seines Prozesses an, dass Balue und er in die gleiche junge Frau verliebt waren, weshalb ihre Freundschaft in Hass überging. Melun fiel durch ein Komplott von Jean de La Balue und Antoine de Chabannes bei König Ludwig XI. in Ungnade. Balue beschuldigte ihn der Konspiration mit den „Feinden des Staates“.

### Prozess

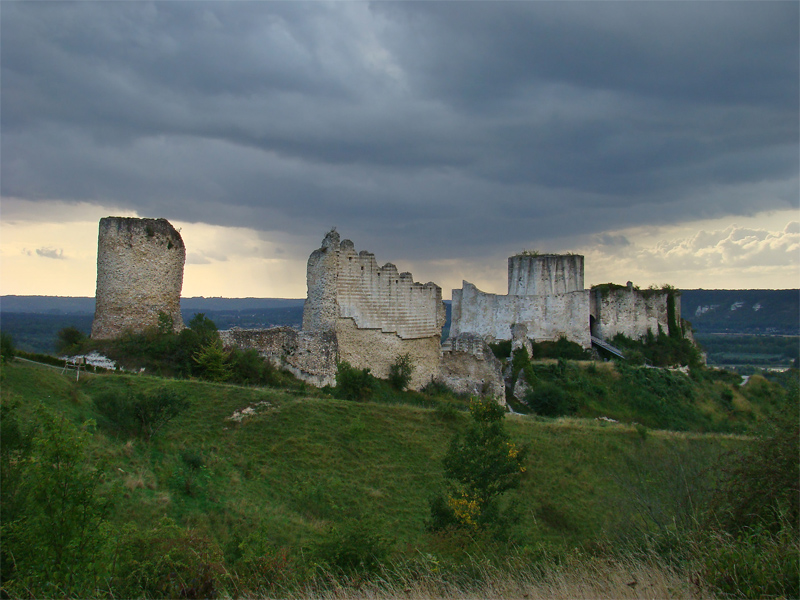
Die Ruine des Château-Gaillard, in dem Charles de Melun eingesperrt worden war

Als Richter fungierte Tristan l’Hermite, der Profoss des Königs. Melun wurde angeklagt, die Schlacht bei Montlhéry sabotiert zu haben, indem er dem Marschall Joachim Rouault nicht befohlen hatte, mit 200 Lanzierern in den Rücken des feindlichen Heers zu fallen. Er habe das Stadttor der Bastille an der Rue Saint-Antoine aufgelassen, während Paris von der Ligue du Bien public belagert worden war, so dass die Bürger und der Bischof von Paris ungehindert mit den Mitgliedern der Ligue verhandeln konnten. Er habe außerdem zu viel Handel mit der Ligue getrieben.
Er gab unter der Folter zu, die Mitglieder der Ligue zweimal gesehen zu haben, Franz II. ein Pferd gegeben und Karl dem Kühnen ein Maultier. 36 Sester Wein habe er zwischen Franz II., Karl dem Kühnen und Jean II. de Bourbon aufgeteilt, die Marschall Rouault überbracht habe. Nach dem ersten Besuch bei der Ligue habe Ludwig XI. sein Missfallen über den Besuch geäußert und Melun sei nur noch einmal dorthin gegangen, um eine Antwort zu überbringen. Er verneinte Briefe an Charles de Valois, den Bruder des Königs, geschrieben zu haben. Verhandlungen mit Valois habe er im Auftrag des Königs unternommen, doch Ludwig XI. behauptete, Melun nie mit solchen Verhandlungen beauftragt zu haben.
Melun gab außerdem zu, 500 Livres von Karl IV. für seine Unterstützung in einem Prozess erhalten zu haben. Karl der IV. war in Ungnade gefallen, weil er bei der Schlacht bei Montlhéry geflohen war.
Daraufhin schickte L’Hermite einen Priester zu Melun und ließ ihn im Château-Gaillard in der Nähe von Le Petit-Andely einsperren. Melun wurde dort am Dienstag, dem 22. August 1468, zwischen acht und neun Uhr morgens geköpft und die meisten seiner Besitztümer konfisziert.
Zwei der konfiszierten Lehen Meluns wurden an Antoine de Chabannes gegeben, der sein altes Ansehen und seine Titel zurückerhielt. Nach Chabannes Tod rehabilitierte König Karl VIII. Charles de Melun, und seine Erben erhielten die beiden Lehen zurück, die an Chabannes gegangen waren. Meluns Sohn Louis, der Ludwig XI. zum Paten gehabt hatte, wurde Baron von Les Landes.